# Barão de Rio Torto
Barão de Rio Torto é um título nobiliárquico criado por D. Carlos I de Portugal, por Decreto de 7 de Julho de 1897, em favor de Joaquim Martins da Cunha, depois 1.º Visconde de Rio Torto.
Titulares
1. Joaquim Martins da Cunha, 1.º Barão e 1.º Visconde de Rio Torto.